# Печки
Печки (словен. Pečki) — поселення в общині Велике Лаще, Осреднєсловенський регіон, Словенія. 
Висота над рівнем моря: 609,5 м.